# 李劍煌
李劍煌（英語：Li Kim Wong，1984年1月31日—），生於香港，香港退役籃球運動員，司職得分後衛。

## 籃球生涯
李劍煌生於香港，於中學時為葵青區裘錦秋中學校隊的得分重心隊長，到2005年加盟甲一球會愉園，與恩師林俊威聯手合作，更於2007年球季榮膺聯賽得分王。到2008年轉會班霸南華，即協助球隊榮膺常規賽與季後賽雙料冠軍。2010年3月26日，由於李劍煌已投考消防員，所以他在以65–78不敵永倫的高級組銀牌賽最後一次為南華上陣，並離隊開始接受為期半年的訓練，而他賽後獲南華隊友送上紀念卡，令他不禁流下男兒淚，2016年4月13日，他在甲一常規賽首戰，即獨取全隊最高的20分，協助南華以106–84大勝南青。

## 球場以外
李劍煌在中學時與香港足球運動員盧均宜是同級同學，雙方曾互相入場支持對方。2010年3月，李劍煌成功投考消防員，並接受為期半年的訓練，而他現時隸屬九龍中區黃大仙消防局。 

## 外部連結
- 李劍煌在archive.fiba.com（archived）（英语）
- 李劍煌在Eurobasket.com（球員）（英语）
- 李劍煌在RealGM（英语）